# 九边
九边，又称九镇，是中国明朝弘治年间在北部边境沿长城防线陆续设立的九个军事重镇，分别是辽东镇、蓟州镇、宣府镇、大同镇、太原镇、延绥镇、宁夏镇、固原镇、甘肃镇。

## 歷史
明朝建立后，逃亡北方边塞以外的北元仍不时骚扰，严重威胁着明朝的统治。明太祖朱元璋为巩固北部边防，屡次派将北征，同时，还分封子朱棣、朱权等将重兵驻守北部边塞。明成祖朱棣五次出征漠北，又于沿边设镇，派兵驻守。初设辽东、宣府、大同、延绥四镇，继设宁夏、甘肃、蓟州三镇，又设山西、固原两镇，是为九边。九边，亦称九镇。边：边墙、长城。明万里长城东起丹东的鸭绿江，西止祁连山下的嘉峪关，绵延万余里。分九个区域管辖，每“边”为一“镇”，被称为九边重镇。初设于明成祖时期,经洪熙、宣德、景泰、天顺、成化各朝,至明孝宗弘治年间设置完成。明嘉靖年间，为加强京城的防务和保护帝陵（明十三陵）的需要，又在北京西北增设了昌镇、在北京西南增设了真保二镇，共计为十一镇，合称为"九边十一镇"。 
九边各镇设镇守总兵官、副总兵官、参将、游击将军、守备、千总、把总等官，无品级、无定员。其总镇一方者为镇守，独镇一路者为分守，分守一城一堡者为守备，与主将同守一城者为协守。此外，又有提督、提调、巡视、备御等官。各镇都驻有重兵。万历中期，各边仅主兵就有六十万左右；还有为数甚多的客兵。如蓟州镇，隆庆时，主兵原额为三万人，万历初连客兵在内达十六万五千余人。各边为进行备战与士兵给养所需的军饷，初多仰给于屯田，正统后，逐渐由京师太仓库供应。各边额数，弘治（1488～1505）、正德（1506～1521）间，每年约四十三万两；嘉靖（1522～1566）时的最高额，每年为二百七十余万两；万历（1573～1620）时，每年则达三百八十余万两，相当于明朝每年田赋收入的总数，成为明朝财政日益拮据的重要原因。九边之设，使明朝北部边塞形成一条东起鸭绿江，西抵嘉峪关，广袤万里、烽堠相望、卫所互联的北方防线。对加强北部边防，起了一定的作用，但也耗费了大量人力物力。明朝为此加饷加税，尤其在明中叶以后，使人民负担沉重；而各级军官的残酷盘剥，又使饷银短绌，军士往往因生活无着而发动兵变。
九边建置次序为甘肃建于洪武三十一年六月，宁夏建于建文四年八月，宣府建于永乐元年，大同建于永乐十二年，辽东永乐十三年已建镇，延绥建于天顺二年，固原建于成化四年，蓟镇建于成化十二年，山西镇建于弘治十八年。

## 诸镇设置
其所辖长城范围及总兵驻地大致如下：

### 辽东镇
总兵初驻广宁（今辽宁北镇市），隆庆后冬季驻东宁卫（今辽宁辽阳市），天启崇祯年间移驻宁远卫（今辽宁兴城市）。管辖的长城东起丹东市宽甸县虎山南麓的鸭绿江畔，西至山海关北锥子山，全长970余公里。全镇官兵合计99875名。

### 蓟州镇
总兵初驻桃林口，后移迁安寺子峪（也称狮子峪），天顺年又移三屯营（今河北迁西县境内）。管辖的长城最初东起山海关，西至镇边城（原名灰岭口），自增设昌平镇后，西改至慕田峪（今北京怀柔区境）。管辖的长城东起山海关，西至慕田峪，全长880余公里。全镇官兵合计107813人。

### 宣府镇
宣府镇总兵驻宣府卫（今河北张家口市宣化区）。管辖的长城东起慕田峪渤海所和四海治所分界处，西至西阳河（今河北怀安县境），全长510多公里。

### 大同镇
大同镇被列为九边要塞之首，洪武五年（1372）由大将军徐达主持修建。总兵驻大同府（今山西大同市）。管辖的长城东起镇口台（今山西天镇县东北），西至鸦角山（今内蒙古清水河县口子村东山），全长330多公里。

### 太原镇
总兵初驻偏头关（今山西偏关县），后移驻宁武所（今山西宁武县）。管辖的长城西起河曲（今山西河曲县旧县城）的黄河岸边，经偏关、老营堡、宁武关、雁门关、平型关，东至太行山岭之真保镇长城，全长800多公里。因该镇在大同、宣府两镇长城的内侧（南边），故又称为内长城，而偏头、宁武、雁门三关也就合称为内长城的“外三关”，在东边的蓟州镇与真保镇的居庸、紫荆、倒马三关就为“内三关”。山西镇长城城墙多为沉重大石。

### 延绥镇
总兵初驻绥德州（今陕西绥德县），成化以后移治榆林卫（今陕西榆林市）。管辖长城东起黄甫川堡（今陕西府谷县黄甫乡），西至花马池（今宁夏盐池县），全长880多公里，在大边南侧另有“二边”，东起黄河西岸（今陕西府谷县墙头乡），曲折迂回，西至宁边营（今陕西省定边县）与大边墙相接。延绥镇长城遗迹多被积沙掩埋，局部地段被推平做了公路，尚有夯土墩台存在。

### 宁夏镇
总兵驻宁夏卫（今宁夏银川市）。管辖长城东起花马池，西至宁夏中卫喜鹊沟黄河北岸（今宁夏中卫市西南），全长约1000公里。可分为河东长城、河西长城和中部内边长城。宁夏镇长城遗迹部分保存较好，部分损毁严重，部分为流沙所掩埋。大部分为夯土砌筑，贺兰山鸽子山段有石砌城垣，并保存一段因断层地震活动而造成的错位现象。

### 固原镇
总兵驻固原州（今宁夏固原市），节制“三边”，又称三边总制。管辖长城为东起延绥镇饶阳水堡西界，西达兰州、临洮，全长约500公里。明后期改线重建，西北抵红水堡西境与甘肃镇松山新边分界。固原镇明长城遗迹除景泰县境的“松山新边”保存较完整外，其余地段城墙圮坍严重，仅保存夯土。

### 甘肃镇
总兵驻甘州卫（今甘肃张掖市）。管辖长城东南起自今兰州黄河北岸，西北至嘉峪关讨赖河一带，全长约800公里。甘肃镇长城遗迹，虽经风沙剥蚀堆埋，仍大段保持连贯的墙体，在山丹境内还保存着一段两条间距10余米的平行墙体。

### 昌平镇
总兵驻昌平（今北京昌平区）。管辖的长城是从原蓟州镇防区划出的渤海所、黄花镇、居庸关、白羊口、长峪城、横岭口、镇边城诸城堡长城线，其东北起于慕田峪关东界，西至紫荆关，全长230公里。

### 真保镇
总兵驻保定，管辖的长城北起紫荆关，经倒马关、龙泉关、娘子关、南至故关，全长390公里。

### 山海鎮
萬曆四十六年（1618年）閏四月原山海衛升格成山海镇，割蓟镇东协四路為山海鎮，由杜松驻軍。

### 臨洮鎮
万历二十三年（1595年）增置临洮镇，临洮原本附於固原鎮。

## 备注
1. ↑  太原镇也称山西镇或三关镇。
2. ↑  延绥镇也称榆林镇。
3. ↑  固原镇也称陕西镇。